# Cherkasy
Cherkasy (en ucraniano: Черкáси; [tʃerˈkɑsɪ]ⓘ) es una ciudad de Ucrania, capital de la óblast de Cherkasy y del raión de Cherkasy con 284 459 habitantes.
Conocida desde el siglo XIII, la ciudad ha sido de gran importancia para la historia de Ucrania. Cherkasy fue el centro de formación de los cosacos, que tomaron parte en la formación del Hetmanato cosaco. El crecimiento de la ciudad después de obtener el estatus de ciudad en 1795 llevó a su transformación en un importante centro industrial y el principal centro cultural de la región.

## Nombre y simbología

### Nombre
El origen del término «Cherkasy» y su etimología sigue sin resolverse. El nombre de la ciudad puede estar relacionado con el etnónimo Cherkasy, el nombre con el que llamaban las naciones vecinas a los ucranianos, a excepción de los rusos y los tártaros, como informó por primera vez en 1245 el embajador italiano Giovanni Carpine.
La mayoría de los investigadores buscan las raíces del nombre Cherkasy en las lenguas turcas. Hoy existen las siguientes versiones principales:
- La versión más simple y apoyada activamente por los historiadores es que el nombre proviene directamente de uno de los etnónimos de los pueblos Adyghe.
- El nombre Cherkasy proviene de chiri kishi, que significa «gente de fuerza» o «gente del ejército». Esta interpretación prueba plenamente la idea de la unidad turco-eslava en la lucha contra los cumanos en el período pre-mongol.
- Otra versión de la interpretación del topónimo Cherkasy proviene de la Antigüedad, čьrkati (dibuja la frontera), porque la ciudad estaba ubicada en la frontera de los ejes de la Serpiente.

### Simbología
La simbología de la ciudad está formada por el escudo y la bandera de Cherkasy, sus versiones actuales fueron adoptadas en el año 1995. El escudo está formado por un cosaco sobre un fondo azul y un caballo sobre un fondo rojo, la bandera es el mismo escudo pero decorado con una vyshyvanka.

Escudo de 1791
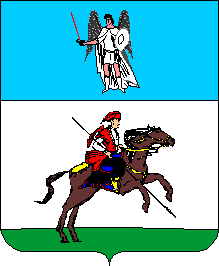
Prototipo de 1851
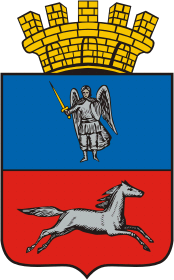
Escudo de 1852
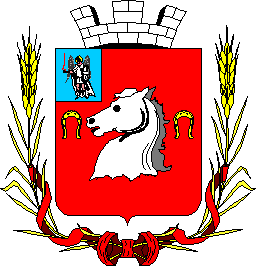
Prototipo de 1864
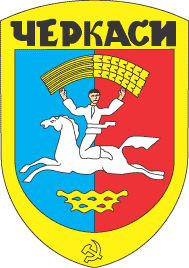
Escudo de 1985
Escudo actual

## Historia
| Pertenencias históricas |
| Primera mención en 1303 Derecho de Magdeburgo en 1791 Estatus de ciudad en 1795 - Sich de Zaporiyia 1625-1687 - Imperio ruso: 1775-1917 - Ucrania: 1917-1921 - Rada central: 1917-1918 - Hetmanato: 1918 - Directorio: 1918-1919 - RRSU: 1919-1921 - Unión Soviética: 1921-1991 - RRSU - Ucrania: desde 1991 |

### Desarrollo temprano
La historia de Cherkasy se remonta a la Edad Media, cuando se estableció como un asentamiento eslavo. Las primeras menciones escritas de la ciudad datan del siglo XIII, en un período donde la región formaba parte de la Rus de Kiev. Durante estos años tempranos, Cherkasy era conocida principalmente como un centro comercial y de artesanía, aprovechando su ubicación estratégica a lo largo del río Dniéper.

### Gran Ducado de Lituania y Mancomunidad
En el siglo XV, Cherkasy se encontró bajo la influencia del Gran Ducado de Lituania, y más tarde se convirtió en parte de la Mancomunidad Polaco-Lituana. Este período fue significativo en la formación de la identidad cultural y política de la ciudad. Cherkasy se convirtió en un importante centro de defensa contra las incursiones tártaras y otomanas, lo que llevó a la construcción de fortificaciones y castillos.

### Imperio ruso
Con la partición de Polonia en el siglo XVIII, Cherkasy pasó a formar parte del vasto Imperio Ruso. Este cambio trajo consigo una reorganización administrativa y un nuevo impulso en el desarrollo urbano. La ciudad comenzó a modernizarse, con la construcción de nuevas infraestructuras y edificaciones. El siglo XIX marcó un período de crecimiento económico y desarrollo para Cherkasy. La ciudad experimentó una significativa industrialización, especialmente en la segunda mitad del siglo. Surgieron nuevas fábricas y talleres, lo que impulsó el crecimiento demográfico y transformó el paisaje urbano. El siglo XX fue un período de grandes turbulencias y cambios para Cherkasy. La ciudad fue testigo de las revoluciones rusa de 1917 y la guerra de independencia ucraniana. Con la eventual consolidación del poder soviético, Cherkasy se convirtió en parte de la Unión Soviética.

### Era soviética
Durante la era soviética, Cherkasy se transformó en un importante centro industrial y cultural. La ciudad experimentó una expansión urbana, con la construcción de nuevos barrios residenciales, parques y edificios públicos. Sin embargo, este período también fue testigo de represiones políticas y cambios forzados en la vida cultural y social. La Segunda Guerra Mundial tuvo un impacto devastador en Cherkasy. La ciudad sufrió ocupaciones y batallas significativas, lo que resultó en graves daños y pérdidas humanas.

## Geografía
La topografía de Cherkasy es predominantemente llana, con suaves ondulaciones que se extienden por la región. Esta geografía plana es ideal para la agricultura y ha permitido el desarrollo de vastas extensiones de tierras agrícolas. Además, la ciudad se encuentra en la zona de estepa de Ucrania, caracterizada por sus amplias praderas, lo que proporciona un hábitat natural para una variedad de especies de flora y fauna. Está situada a orillas del lago Kremenchuk, una presa artificial formada por el río Dniéper, lo que da acceso a vías fluviales, favoreciendo el comercio y la pesca. 

### Biodiversidad
El río Dniéper es un eje vital para la biodiversidad regional. Este gran río no solo es crucial para la vida acuática, sino también para numerosas especies de aves, mamíferos y plantas que dependen de su ecosistema. Entre los peces, especies como el lucio europeo, la perca y el siluro son comunes. Además, las aguas más tranquilas y las zonas pantanosas a lo largo del Dniéper son el hogar de varias especies de anfibios y reptiles, como la rana verde europea y la tortuga de marismas. En cuanto a las aves, Cherkasy es un importante corredor migratorio. Especies como la grulla común y varios tipos de gansos utilizan estas tierras como área de descanso durante sus largas migraciones. Además, aves residentes como el águila calzada y el halcón peregrino encuentran refugio en los bosques y campos abiertos de la región.
Los bosques, aunque no tan extensos como en otras partes de Ucrania, son principalmente caducifolios, con robles, hayas y abedules. Estos bosques son el hábitat de una rica fauna: mamíferos como el ciervo rojo, el jabalí y una variedad de roedores y mustélidos. Los zorros y los lobos también están presentes, aunque en menor número. Las estepas de Cherkasy, con su vegetación herbácea y arbustiva, son particularmente significativas desde el punto de vista de la biodiversidad. Esta zona es rica en diversas especies de hierbas y flores silvestres, algunas de las cuales son endémicas de la región. Estas estepas proporcionan un hábitat esencial para numerosas especies de insectos, incluyendo una variedad de mariposas y abejas, que son cruciales para la polinización de la flora local. La región cuenta con una variedad de plantas endémicas y raras, muchas de las cuales se encuentran en las reservas naturales y parques nacionales. Estas áreas protegidas juegan un papel crucial en la conservación de especies de plantas y animales amenazadas. Una de las mayores amenazas para la biodiversidad en Cherkasy es la actividad humana, incluyendo la urbanización, la contaminación y la agricultura intensiva. Estos factores han llevado a la pérdida de hábitats y a la disminución de algunas especies. Sin embargo, hay esfuerzos en curso para conservar y restaurar los ecosistemas naturales de la región. Las áreas protegidas y los parques nacionales, junto con los proyectos de reforestación y conservación, son pasos fundamentales en este proceso.

### Clima
Cherkasy, situada en el centro de Ucrania, experimenta un clima continental templado. Este patrón climático se caracteriza por veranos cálidos y húmedos, e inviernos relativamente fríos y nevados. Durante el verano, las temperaturas promedio oscilan entre 20 °C y 25 °C, aunque pueden alcanzar máximas más altas. Esta temporada ve la mayor parte de las precipitaciones del año, lo que favorece la agricultura en la región. Los inviernos, por otro lado, son bastante fríos, con temperaturas que frecuentemente caen por debajo de 0 °C. La nieve es común en los meses de invierno, aportando a la región un encanto invernal, aunque también puede presentar desafíos para el transporte y la vida cotidiana. Las transiciones de otoño y primavera son generalmente breves pero agradables, con temperaturas moderadas y una disminución de la precipitación.

### Demografía
La invasión rusa de Ucrania provocó una nueva oleada de ucranización en la ciudad, en la que cada vez más personas optaron por hablar ucraniano. Según una encuesta realizada por el Instituto Republicano Internacional en abril-mayo de 2023, el 80 % de la población de la ciudad hablaba ucraniano en casa, y el 18 % hablaba ruso.
| Gráfica de evolución demográfica de Cherkasy entre 1897 y 2023 |
|                                                                |

La mayoría de la población está compuesta por ucranianos étnicos, quienes constituyen una amplia mayoría, también reside una minoría significativa de rusos y en menor número, bielorrusos, tártaros de Crimea, polacos y judíos.
| Etnia      | 1926   | 1959 |
| ---------- | ------ | ---- |
| Ucranianos | 61,9 % | 70 % |
| Judíos     | 27,6 % | 22 % |
| Rusos      | 8,6 %  | 6 %  |

## Cultura

### Música y danza
La tradición musical de Cherkasy mezcla la música folklórica ucraniana con géneros modernos. Un ejemplo es el «Cherkasy Jazz Festival», un evento anual que atrae a músicos y aficionados de jazz de todo el país y del extranjero. La danza tradicional ucraniana, con su energía y vistosos trajes, sigue siendo una parte integral de las celebraciones culturales, como se evidencia en festivales como el «Malanka», donde los participantes se visten con trajes tradicionales y máscaras elaboradas, recorriendo las calles con música y danza.

### Arte
En Cherkasy, el arte visual es una manifestación significativa de la cultura local. El Museo de Arte Regional de Cherkasy alberga una extensa colección de arte ucraniano, que abarca desde iconos religiosos hasta obras contemporáneas. Además, los artistas locales a menudo se inspiran en el paisaje y la historia de la región, lo que se refleja en sus pinturas, esculturas y artesanías.

### Gastronomía
La cocina en Cherkasy es una representación fiel de la rica tradición culinaria de Ucrania. Platos como el «borsch» (sopa de remolacha) y los «varenykys» (dumplings rellenos) son frecuentes. Los restaurantes y mercados locales a menudo ofrecen versiones únicas de estospaltos, utilizando ingredientes locales y técnicas heredadas.

### Teatro y literatura
El Teatro Dramático Regional de Cherkasy es un centro importante para las artes escénicas, presentando obras clásicas y contemporáneas. La literatura también juega un papel vital, con escritores locales que a menudo exploran temas relacionados con la historia y la identidad regional.

### Vestimenta
Aunque la moda moderna es predominante, la vestimenta tradicional ucraniana, especialmente durante festivales y celebraciones, muestra bordados intrincados y colores vibrantes, además de tener un estilo propio de la Vyshyvanka.

### Festividades y tradiciones
Las celebraciones en Cherkasy son una mezcla de tradiciones antiguas y modernas celebraciones. Por ejemplo, el «Día de Iván Kupala» es una festividad pagana que se celebra con hogueras, danzas y saltos sobre el fuego, simbolizando la purificación. Por otro lado, eventos modernos como el «Día de la Ciudad de Cherkasy» muestran desfiles, conciertos y fuegos artificiales, celebrando la identidad y el espíritu comunitario de la ciudad.

### Ciudades hermanadas
- Bydgoszcz, Polonia
- Santa Rosa, Estados Unidos
- Sumqayit, Azerbaiyán